# Cornelius Pedersen Lerche
Cornelius Pedersen Lerche (31. oktober 1615 – 3. januar 1681) var en dansk embedsmand og adelsmand. Hans forældre var borgmester og kgl. tolder i Nyborg Peter Nielsen og Sidsel Knudsdatter. Hun var enke efter en anden borgmester i samme by, Mads Lerche, men sønnerne fra hendes nye ægteskab brugte også slægtsnavnet Lerche.
Cornelius Lerche var den yngste søn. Han blev 1633 student fra Sorø Akademi og studerede flere år ved udenlandske universiteter, bl.a. i Leiden, hvor han udgav et lille skrift af folkeretligt indhold. 1642 vendte han hjem og fik kongeligt tilsagn om en plads i tyske Kancelli, når han ved yderligere rejser havde fuldendt sin uddannelse, især i sprog. Efter 3 års forløb, som han til dels synes at have tilbragt i Spanien, opnåede han 1645 en stilling som sekretær i tyske kancelli. 1. august 1647 ægtede han Søster Fuiren, en datter af Dr. med. Jørgen Fuiren. Hun døde dog allerede 4. november 1648, knap 21 Aar gammel. Fra 1650-1653 fungerede Cornelius Lerche som resident ved hoffet i Madrid og blev, vistnok ved sin hjemkomst, kongelig råd, i hvilken egenskab han til universitetets ærgrelse skaffede sig kongebrev på at nyde gang og sæde som doktor, altså over professorerne. 1657 giftede han sig med Anne Kirstine 
Friis (død i Madrid i oktober 1659), enke efter hans første hustrus broder Diderik Fuiren og datter af borgmester Henrik Friis i København.
Året efter gik han som envoyé til Spanien, hvorfra han dog alt 1662 kaldtes hjem, måske for atter at gøre tjeneste i Tyske Kancelli. Imidlertid var han 1660 bleven nobiliteret. 1670 udnævntes Lerche til kancelliråd og 1671 til etatsråd. Men året efter gik han som stiftamtmand over Lolland og Falster ud af centraladministrationen, og det vistnok efter eget ønske, da han på Lolland havde tilkøbt sig betydeligt jordegods, Nielstrup (1664), Aarsmarke (Knuthenborg) (1667) og Bramslykke. Dog fungerede han endnu 1674 som assessor i statskollegiet. På Nielstrup, hvor Lerche synes til stadighed at have boet, og hvor Christian 5. 1678 gjorde ham den ære at overnatte, døde han 1681. Han efterlod sig enken, hans tredje hustru Sidsel Grubbe (1648-1716). 
Om Lerches personlige egenskaber vides næsten intet. Præsten Rhode, der kalder ham "denne af Gud med stor Forstand begavede Mand", fortæller, at hans mundheld var: "Jeg klipper mit Skjæg, at I skal ikke trække mig om, ligesom I ville". At han havde litterære interesser, derom vidner den betydelige bogsamling, han efterlod sig, og som han i Spanien havde forøget med kostbare spanske og arabiske manuskripter. Ved sin datter Søster Lerche blev han stamfader til den grevelige slægt Knuth, hvis grevskab Knuthenborg funderedes paa Lerches ejendomme. 